# ذو جدن الحميري
ذو جدن الحميري (عاش في القرن السادس أو السابع بعد الميلاد) شاعر عربي من اليمن. تناولت أشعاره عن حصون اليمن وتدميرها بما في ذلك قصر غمدان، قلعة بَيْنون، وقلعة سلحين.

## اسمه:
علقمة ذو جَدَن الحِمْيريّ منَ الشّعراء المخضرمين، الّذين عاشوا في الجاهليّة وأدركوا زمن طلوع الإسلام على النّاس، كان أعمًى مطموسًا، وقد عَدَّهُ الهَمْدانيّ، روّح الله روحه، مِن عجائب الدّنيا، ولَزَّ معه بشّارَ بن برد، وفي ذلك يقول: «وهو وبشّار بن برد الشّاعر مولى عُقيل من عجائب الدّنيا؛ لأنّهما أفرطا في التّشبيه وهما لا يُبصران».
اجتمع له شعرٌ غير قليل في ديوان حِمْير (شعراء حِمْير، أخبارهم وأشعارهم في الجاهليّة والإسلام)، وقد أحلت فيه على ذلك الدّيوان، الّذي جمعتُهُ قبل نحو ثلاثة عشر عامًا، وخُدم ثمّة شعرُ علقمة قَدْر الوُسْع والطّاقة، ولكنّه لم يُكتب له الانتشار، وحُجِب شعرُهُ عنِ الأخيار، وربّما صار نُهبةً لبعض من يُعنون بسَلْخ دواوين الشّعراء المفردة عنِ المجاميع، بحجّة أنّه لم يخرج مستقلًّا بذاته.
ولعلّ الواقف على شعر علقمة ذي جَدَن يجد أَثارةً حسنةً من ألفاظٍ ماتت أُصولها، ولم يعد لها دورانٌ إلّا في النّقوش المزبورة على صِفاح الحجارة.